# Stanovsko
Stanovsko este o localitate din comuna Poljčane, Slovenia, cu o populație de 228 de locuitori.